# センニュウ★感
『センニュウ★感』（センニュウかん）は、2014年10月6日から2016年3月27日までテレビ東京で放送されたバラエティ番組。

## 概要
世の中の先入観を潜入調査でスッキリ解消させる番組。企業や商品、気になる職業などについて抱きがちな「先入観」 が合っているかどうかを、実力派若手芸人が実際に潜入し調査する。2014年10月から深夜番組としてスタートしたが、2015年10月4日より毎週日曜日10時30分～に放送時間が変更。山里亮太が9月27日放送の「センニュウ★感」に出演。若手芸人のリクエストに応じて自身の最高月収を披露。

## 出演者
- 唐橋ユミ
- 山里亮太（南海キャンディーズ）

### 主な出演若手芸人
- オレンジサンセット
- 三拍子
- GAG少年楽団
- 上々軍団
- タイムボム
- ニューヨーク
- バイク川崎バイク
- ベイビーギャング
- 湘南デストラーデ
- さらば青春の光
- スーパーニュウニュウ
- 西村ヒロチョ
- R藤本
- うしろシティ
- ANZEN漫才
- メイプル超合金

## スタッフ
- ナレーター:福圓美里
- 構成:桜井すぺいし、河野有
- TD:丸山真平
- CAM:西村光平
- VE:長沼伸明
- AUD:星川真視
- 照明:古川雅士
- 美術:薬王寺哲朗
- タイトル:ツボイヒロム
- EED:岡田しのぶ、林宏美
- MA:大浦克寿
- CG:glow
- 音効:山口晃司（ヴェントゥオノ）
- TK:池田美香
- AD:源田陽介、中西ひかり
- FD:西岡奈美
- AP:柳橋弘紀
- ディレクター:石塚学、蓑茂健太郎、高橋健人
- 演出:金澤タダスケ
- プロデューサー:小高亮、川畑雅一
- 制作協力:共同テレビジョン
- 制作著作:テレビ東京